# Dawson (Texas)
Pour les articles homonymes, voir Dawson.
Dawson est une town du comté de Navarro, dans l'État du Texas, aux États-Unis.